# Britspotting

Logo des Festivals

britspotting (British & Irish Film Festival) war ein jährlich sowohl in Berlin als auch, in komprimierter Form, in verschiedenen anderen deutschen Städten stattfindendes Filmfestival mit klarem Fokus auf England, Irland, Nordirland, Schottland und Wales.

## Geschichte
Als „british independent film festival“ wurde britspotting im Jahr 2000 gegründet und hat sich im Laufe  der Zeit in Zusammenarbeit mit dem British Council zu Deutschlands wichtigstem Festival mit Produktionen aus England, Schottland, Wales und Nordirland entwickelt. Da seit 2004 der Blick auch auf das  irische Filmschaffen gerichtet ist, steht britspotting heute für „British and Irish Film Festival“. Für Kurzfilme aus beiden Ländern ist indes seit 2007 vornehmlich das jährliche Berliner Kurzfilmfestival British Shorts zuständig.
Das Festival versteht sich als eine alljährliche Werkschau über das Filmschaffen in Großbritannien wie Irland und präsentiert der deutschen Film-Öffentlichkeit junge und oft hier noch unbekannte Filmtalente sowie auch Produktionen renommierter Regisseure wie Ken Loach, Danny Boyle, Michael Winterbottom oder Shane Meadows.
„Britspotting“ ist ein eingetragener Verein. Das Festivalteam besteht aus etwa 50 ehrenamtlichen Mitarbeitern, die zum Teil hauptberuflich in der Filmbranche tätig sind: Filmtheaterleiter, Verleiher, Produzenten, freiberufliche Journalisten, Studenten, Grafiker, Designer, Techniker und Nachtclubbetreiber.

## Preise
In der Britspotting-Jury sitzen Filmexperten aus Großbritannien, Irland, Deutschland und der Schweiz. Den Kurzfilmpreis hingegen vergibt das Publikum. Direkt nach der Vorstellung können die Zuschauer in den Kinos ihre Wertung abgeben. Preise werden für „Best Feature Film“, „Best Documentary“ und „Best Short“ vergeben.

### Preisträger 2005
- Best Feature Film: A Way of Life von Amma Asante
- Best Documentary Film: Last Men Standing von Sacha Djurkovich & Hidden Gifts von Nick Higgins
- Best Short Film: Fluent Dysphasia von Daniel O’Hara

### Preisträger 2006
- Best Feature Film: Mouth To Mouth von Alison Murray
- Best Documentary Film: Send Me Somewhere Special von Darren Hercher
- Best Short Film: Hibernation von John Williams

### Preisträger 2007
- Best Feature Film: Tick Tock Lullaby von Lisa Gornick
- Best Short Film: People in Order - Age von Lenka Clayton & James Price

### Preisträger 2008
- Best Feature Film: Special People von Justin Edgar
- Best Short Film: The one and only Herb McGwyer plays Wallis Island von Jamie Griffiths

## Weitere Veranstaltungen
Die Ergänzung des Festivalprogramms beispielsweise mit Webanimationen und Musikvideoclips oder die Auseinandersetzung mit digitalem Kino und VoD stellen nicht nur die weiteren Seiten der Kunstrichtung „Film“ dar, sie dokumentieren auch die aktuell innovativen Entwicklungen in der Filmproduktion. Um dem Anspruch der Nachwuchsförderung gerecht zu werden, veranstaltet britspotting jedes Jahr verschiedene Filmseminare, deren Zielgruppe ebenso „Anfänger“ wie „Filmerfahrene“ sind. So gab es Seminare zu Filmproduktion, Drehbuchschreiben, Koproduktionsmöglichkeiten mit verschiedenen Ländern und Verleih- und Vertriebsorganisation. Außerdem wurden gemäß dem Motto: „Stop Dreaming, Start Shooting“ Ultrakurzfilmwettbewerbe wie „48-hour-film-challenge“ und „music video challenge“ ausgelobt.

## Belege
1. ↑  Entwicklung des Kurzfilmfests „British Shorts“, abgerufen am 24. Januar 2023
2. ↑  Bitte recht britisch – Das „British & Irish Filmfestival“ in Berlin: „Britspotting“ wirft einen spannenden Blick über den Kanal, weltexpress.info vom 12. November 2009, abgerufen am 24. Januar 2023